# Jérémy Moreau
Jérémy Moreau (Bourges, 22 luglio 1980) è un allenatore di calcio ed ex calciatore francese, di ruolo portiere, tecnico del Balma.

## Carriera
Inizia la carriera nel Tolosa, club con cui vince la Ligue 2 2002-2003, passa nel 2004 al Rouen, club dove milita per un anno.
Nel 2005 è ingaggiato dal Nizza, club in cui milita cinque anni, tutti in massima serie, senza mai esordire.
Nel 2011 si trasferisce all'Orléans.